# Ums Brandmoos
Ums Brandmoos ist ein zehn Kilometer langer markierter Wanderweg im Westen der Gemeinde Wiesenfelden im Naturpark Bayerischer Wald im niederbayerischen Landkreis Straubing-Bogen. Er führt am Naturschutzgebiet Brandmoos vorbei. Der Streckenabschnitt zwischen Wiesenfelden und Schiederhof gehört auch zum Prädikatswanderweg Goldsteig, zum Jakobsweg und zum Europäischen Fernwanderweg E 8.

## Wegverlauf
Der Wanderweg „Ums Brandmoos“ hat die Markierung Nr. 5 und ist ein Rundwanderweg mit nur wenigen Steigungen. Die durchschnittliche Gehzeit beträgt etwa drei Stunden. Der Ausgangspunkt ist am Beckenweiher in Wiesenfelden. Über die Schulstraße und die Falkensteiner Straße führt der Weg über Jägershöfen, Roßmühle zur Ortschaft Höhenberg zum gleichnamigen Berg (678 m ü. NN) und durch Hochwald weiter nach Schiederhof. Richtung Rohrloh geht es dann an dem Niedermoor Brandmoos vorbei, das durch die Regierung von Niederbayern ab 1. Dezember 1980 zum Naturschutzgebiet erklärt wurde (vgl. Weblink). Schließlich führt der Wanderweg an Bogenroith und der Kirche St. Rupert vorbei und dann wieder zum Ausgangspunkt der Wanderung am Beckenweiher in Wiesenfelden.

## Wandernadeln
Das Erwandern des Rundwanderweges „Ums Brandmoos“ wird mit einem Wanderpass, der bei der Gemeinde Wiesenfelden erhältlich ist, für den Erwerb von Wanderabzeichen in Bronze, Silber oder Gold (Abbildung siehe Weblink) angerechnet.